# Paracassidina dama
Paracassidina dama är en kräftdjursart som beskrevs av Bruce1994. Paracassidina dama ingår i släktet Paracassidina och familjen klotkräftor. Inga underarter finns listade i Catalogue of Life.